# Ensaio sobre a Lucidez
Ensaio sobre a lucidez é um romance de José Saramago editado em 2004. O romance faz par com Ensaio Sobre a Cegueira e Saramago não esconde sua intenção alegórica, fazendo o jogo de claro-escuro ao penetrar em impasses contemporâneos.

## Enredo
Num país qualquer, num dia chuvoso, poucos eleitores, após grandes cheias, compareceram para votar durante a manhã. As autoridades eleitorais preocupadas, chegaram a supor que haveria uma abstenção gigantesca. À tarde, quase no encerramento da votação, centenas de milhares de eleitores compareceram aos locais de votação. Formaram-se filas quilométricas, e tudo pareceu normal. Mas, para desespero das autoridades eleitorais, houve quase setenta por cento de votos em branco. Uma catástrofe. Evidentemente que as instituições, partidos políticos e autoridades, haviam perdido a credibilidade da população. O voto em branco fora uma manifestação inocente, um desabafo, a indignação pelo descalabro praticado por políticos pertencentes aos partidos da direita, da esquerda e do meio. Políticos de partidos diferentes, mas de atuações iguais, usufruindo de privilégios que afrontavam a população. Os eleitores estavam cansados, revoltados.
Os governantes, sentindo-se ameaçados, trataram de agir em nome da ordem, espiando, mentindo, torturando, explodindo, desesperando. Alguns que viveram os horrores da cegueira branca, novamente sofreram. Os governantes, preocupados em salvar a própria pele, em garantir o poder, não perceberam que a cegueira branca de outrora, demonstrativo de que há muito o homem estava cego, tinham paralelo com o voto branco de agora, indicativo de que a população não perdera a lucidez. Estranhamente, não houve uma mobilização para o facto.
A partir daqui desenvolve-se a trama do livro: o governo e as autoridades deixam a cidade entregue a si própria, abandonando-a e isolando-a. Acabarão por entrar em cena os mesmos personagens da obra Ensaio sobre a cegueira, pelo que se aconselha o leitor a fazer uma leitura desta obra antes de proceder à leitura de Ensaio sobre a Lucidez.
Neste livro, Saramago desenvolve uma crítica mordaz às instituições do poder político: sob a democracia podem estar vetores de natureza autoritária — lúcido é quem os enxerga. Nas eleições legislativas de 2005 em Portugal, algumas organizações apelaram ao voto em branco, aparentemente na sequência da ideia de Saramago[carece de fontes?].